# Daniel Pagès i Raventós
Daniel Pagès i Raventós (1925 - 18 de novembre de 1999) fou un empresari català.

## Biografia
Enginyer agrònom, pagès i viticultor, el 1980 fou un dels fundadors de la Fundació Agrícola Catalana, que va presidir entre 1988 i 1999 per tal de potenciar l'aplicació a l'agricultura de les darreres innovacions tecnològiques.
Ha estat membre del Consell Internacional de la Universitat de Califòrnia a Berkeley i constant col·laborador a l'Agricultural Experiment Station de Davis. Aconseguí, amb la seva proverbial perseverança, que el Congrés dels EUA aprovés una partida pressupostària per ajudar el desenvolupament de l'agricultura a Catalunya. Aquesta dotació serví, entre d'altres notables fins, per fundar l'IRTA (Institut de Recerca i Tecnologia Agroalimentàries) del Consell Assessor del qual va ser membre vitalici. Fou també membre de la Reial Acadèmia de Ciències Econòmiques i Financeres (1996), de la Cambra Oficial de Comerç, Indústria i Navegació de Barcelona, soci i vicepresident de l'Institut Agrícola Català de Sant Isidre, membre i vicepresident de la LECE (Lliga Europea de Cooperació Econòmica) i de l'Associació d'Amics de Gaspar de Portolà. El 1987 rebé la Creu de Sant Jordi. Fou Comanador de l'Orde del Mèrit Agrícola. El 2000 fou nomenat col·legiat d'honor del Col·legi Oficial d'Enginyers Tècnics Agrícoles i Perits Agrícoles de Catalunya.

## Obres
- Balanç hidràulic i hídric de Catalunya
- La nueva agricultura española (1983) amb altres, publicat a Papeles de Economía Española
- La agricultura del futuro. Nuevas técnicas y estructuras (1973) epílogo: D. Pagès Raventós, prólogo: P. Deffontaines U.B., autores: J.M.Clément I.N.R.A. y J.Ferrán Lamich Ediciones GEA, Barcelona